# Козиця звичайна
Козиця звичайна (лат. Rupicapra rupicapra, (Linnaeus, 1758)) — вид парнокопитних ссавців із роду козиця (Rupicapra) родини бикових (Bovidae).

## Назви виду
Існує кілька різних українських назв роду і виду Rupicapra rupicapra. У «Російсько-українсько-латинському словнику зоологічної термінології і номенклатури» (Маркевич і Татарко) назва виду подається як «сарна гірська, скельниця». Інколи вид іменують як «чорна коза»; на Кавказі вид називають серною (рос.), на Балканах — «дивокозою» (mk., sr.). Використання назви «Сарна» тепер обмежується родом Capreolus (інша родина — Cervidae, оленеві), і вважати козицю (скельницю) гірською формою сарни (козулі) не має підстав, оскільки у всій доступній зоологічній і мисливській літературі козиць розглядають як окремий від сарни рід окремої родини. Те саме стосується назви «коза», яка відноситься до окремого роду Capra з тієї ж підродини козлових (Caprinae), що і козиця. Видові назви (означення при родовій назві) — чорна, скельна, звичайна, гірська, північна, альпійська — є синонімами.

## Морфологія

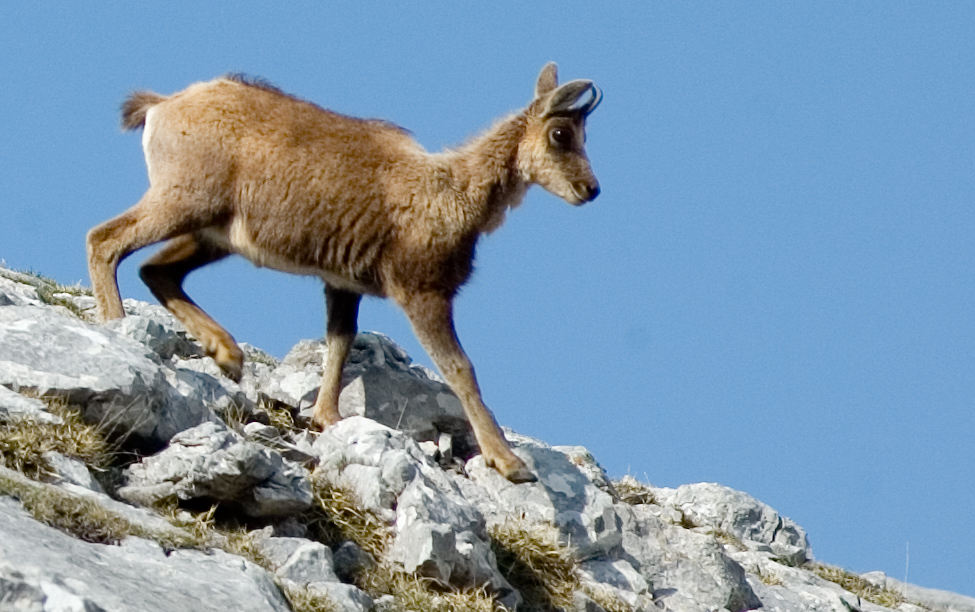
Rupicapra rupicapra в національносу парку de los Picos de Europa (Іспанія)

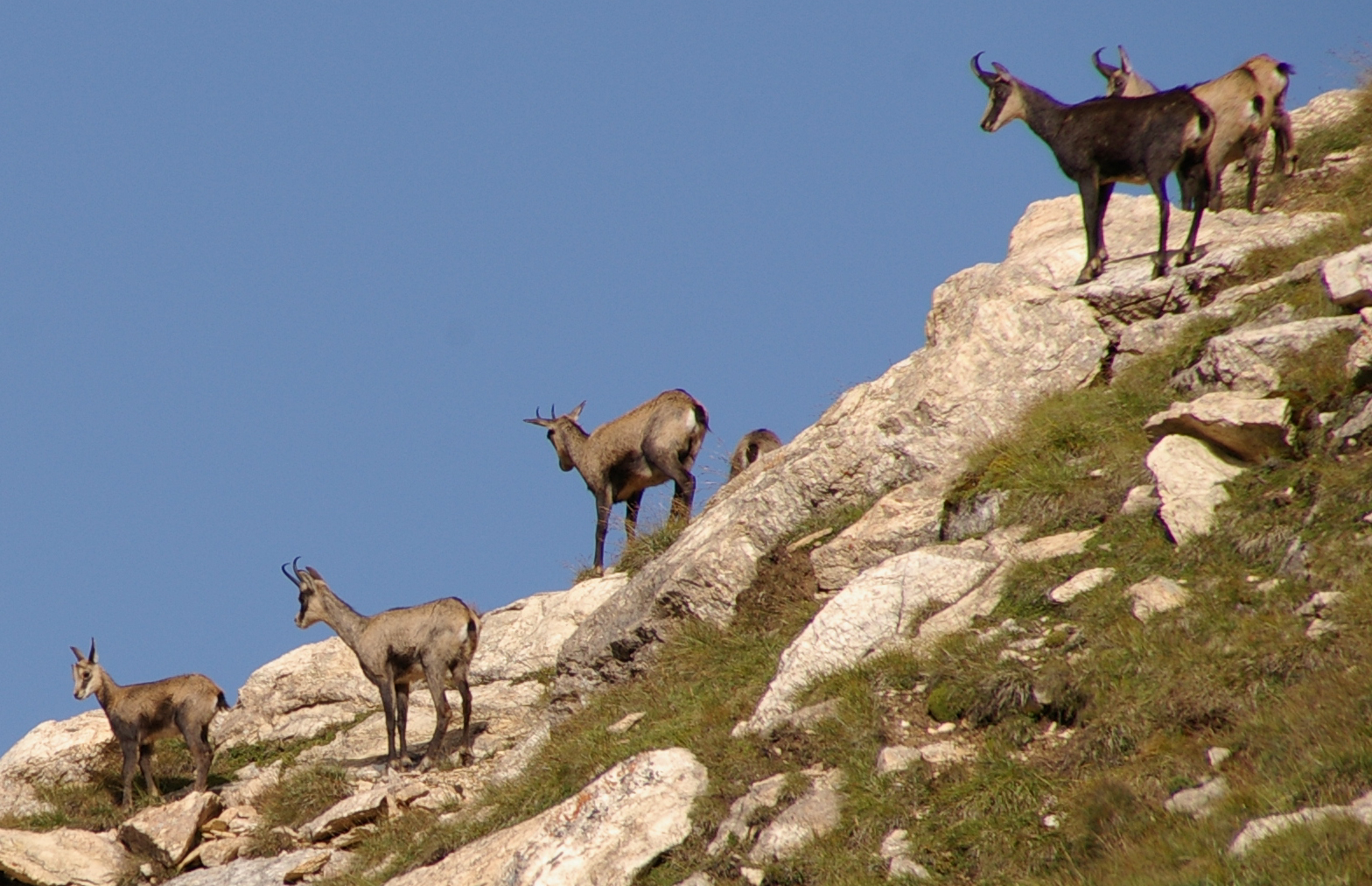
Козиці в горах Piz Beverin, Швейцарія

Довжина тіла 102—140 см (хвоста до 14 см), висота в холці 65–86 см, вага 15–45 кг (подібна до сарн). Для козиць характерне темне забарвлення і не схожі на інших прямовисні роги з різко загнутими назад вершинами.

## Поширення й екологія

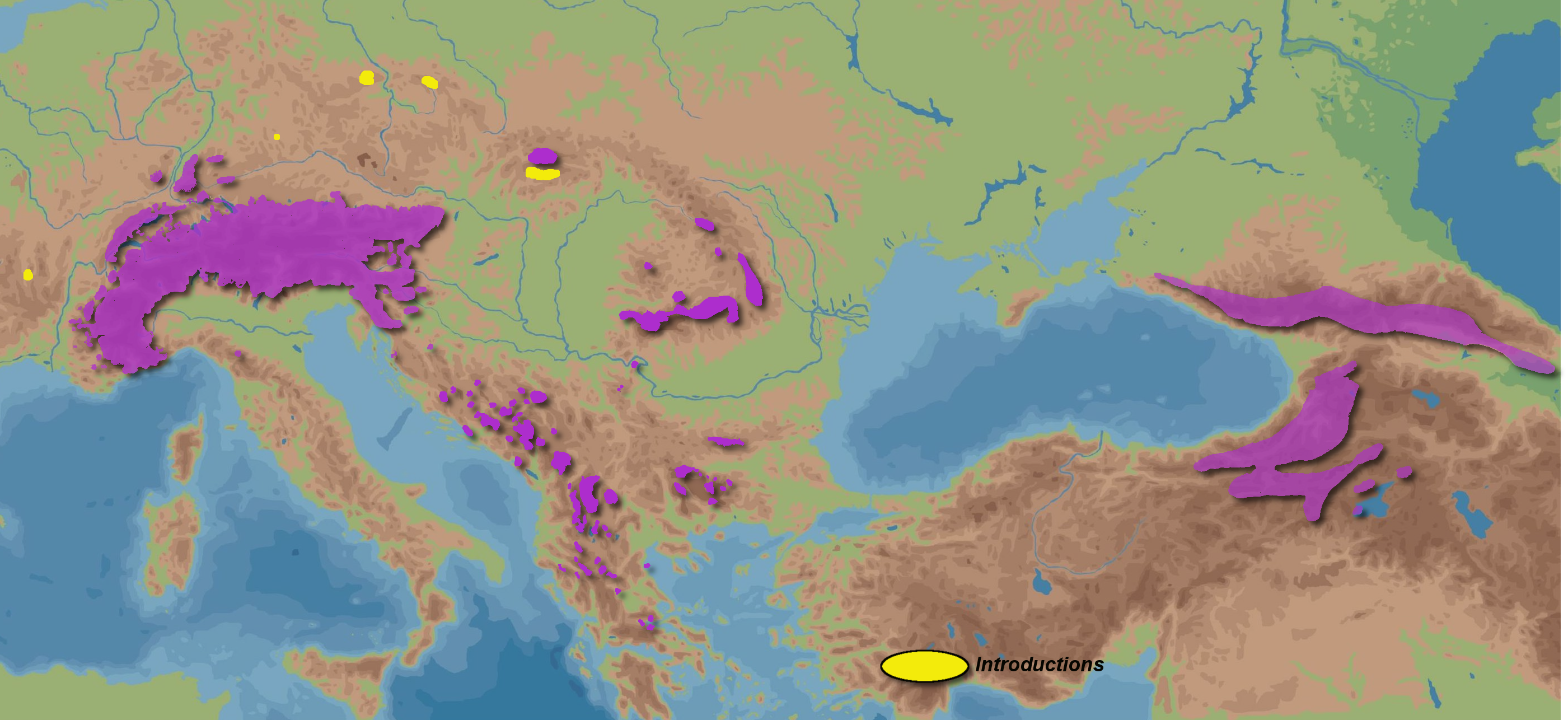
Поширення виду (жовтим — місця інтродукції)

Живе невеличкими табунами в горах Європи та Малої Азії і на Кавказі.
В Україні до XIX ст. популяція козиць існувала в межах Карпат, зокрема на Буковині. В музеях України (зокрема й у Чернівцях) збереглися трофейні зразки козиць з Буковини.

## Підвиди
Виділяють сім підвидів:
- Rupicapra rupicapra asiatica (козиця анатолійська): Туреччина
- Rupicapra rupicapra balcanica (козиця балканська): Балкани[1]
- Rupicapra rupicapra carpatica (козиця карпатська): Румунія
- Rupicapra rupicapra cartusiana (козиця шартрезька): Франція
- Rupicapra rupicapra caucasica (козиця кавказька): Кавказ
- Rupicapra rupicapra rupicapra (козиця альпійська): Альпи[2]
- Rupicapra rupicapra tatrica (козиця татранська): Татри